# LG G5
LG G5 — це Android-смартфон, розроблений компанією LG Electronics як частина серії LG G. Він був представник під час Mobile World Congress як наступник LG G4 2015 року. G5 відрізняється від своїх попередників алюмінієвим шасі та акцентом на модульність. Його нижній корпус, в якому міститься акумулятор, який можна замінити користувачем, можна зсунути з нижньої частини пристрою та замінити альтернативними додатковими модулями, які забезпечують додаткові функції. Доступні два модулі: ручка для камери та високоякісний аудіо модуль з ЦАП. На деяких ринках доступний варіант із слабшими характеристиками, який отримав назву LG G5 SE.
G5 отримав неоднозначні відгуки. Пристрій похвалили за його перехід на суцільнометалеву конструкцію, зберігаючи при цьому знімний акумулятор. Однак модульну систему аксесуарів критикували за обмежені випадки використання та за нездатність виконувати гарячу заміну. Програмне забезпечення LG також було оцінено за якість його налаштувань.

## Характеристики смартфону

### Зовнішній вигляд
G5 побудований з алюмінієвим цільним шасі; Для приховування швів, необхідних для антени, був використаний процес «мікро-дізування» з використанням пластикової грунтовки. Закруглений прямокутний виступ містить компоненти камери. У нижній частині знаходиться роз’єм USB-C; цей роз’єм підтримує передачу даних USB 2.0 (сумісний з USB 3.0) і швидку зарядку Quick Charge 3. На відміну від попередніх моделей LG G, які мали кнопки гучності на задній панелі, регулятори гучності G5 розташовані на бічній панелі, але кругла кнопка живлення, яка також містить сканер відбитків пальців, залишається на задній панелі. Нижнє «підборіддя» можна від’єднати, щоб зняти або замінити акумулятор і встановити додаткові модулі. Акумулятор підключається до цих модулів, який знову вставляється, щоб замінити штатне «підборіддя».

### Апаратне забезпечення
У G5 встановлено SoC Qualcomm Snapdragon 820 і 4 ГБ оперативної пам’яті LPDDR4. Він також має 32 ГБ внутрішньої пам’яті, яку можна розширити за допомогою карти MicroSD. G5 має 5,3-дюймовий IPS-дисплей 1440p. Він має дві задні камери; 16-мегапіксельна основна камера і 8-мегапіксельна ширококутна камера з кутом огляду 135 градусів. Задня камера також пропонує датчик колірного спектру та функції інфрачервоного автофокусу.
Варіант із гіршими характеристиками, LG G5 SE, продається на деяких ринках, включаючи Латинську Америку та Китай. Він включає в себе систему на чипі Snapdragon 652 замість Snapdragon 820 і має 3 ГБ оперативної пам’яті LPDDR3 (замість 4 ГБ LPDDR4).

### Програмне забезпечення
LG G5 поставлявся з операційною системою Android 6.0 «Marshmallow». Посилаючись на плутанину між видаленням ярликів до програм та їх повним видаленням, головний екран G5 не має «шухляди програм»; натомість він розміщує всі програми на сторінках головного екрана, як це робить iOS. Однак є налаштування, щоб увімкнути панель програм на головному екрані. На смартфоні встановлено покращений додаток QRemote, який з ще більшою зручністю дозволяє перетворювати смартфон на пульт управління для різної побутової техніки.
Програмне забезпечення LG містить функцію «always-on display», яка постійно відображає годинник і сповіщення на екрані, коли пристрій знаходиться в режимі очікування. G5 не підтримує функцію «доступного сховища» Android Marshmallow.
Оновлення до Android 7.0 «Nougat» було випущено в листопаді 2016 року, а потім остаточне оновлення до Android 8.0 «Oreo» у вересні 2018 року.
Певні моделі LG G5 підтримують розблокування завантажувача. Це дозволяє їм бути рутованими, а також дозволяє встановлювати власні образи. Кілька незалежних користувальницьких ПЗУ продовжували розроблятися для деяких версій G5 незалежно від LG; наприклад, LineageOS 18.1 (на основі Android 11) продовжувала розроблятися станом на квітень 2021 року.

## Аксесуари

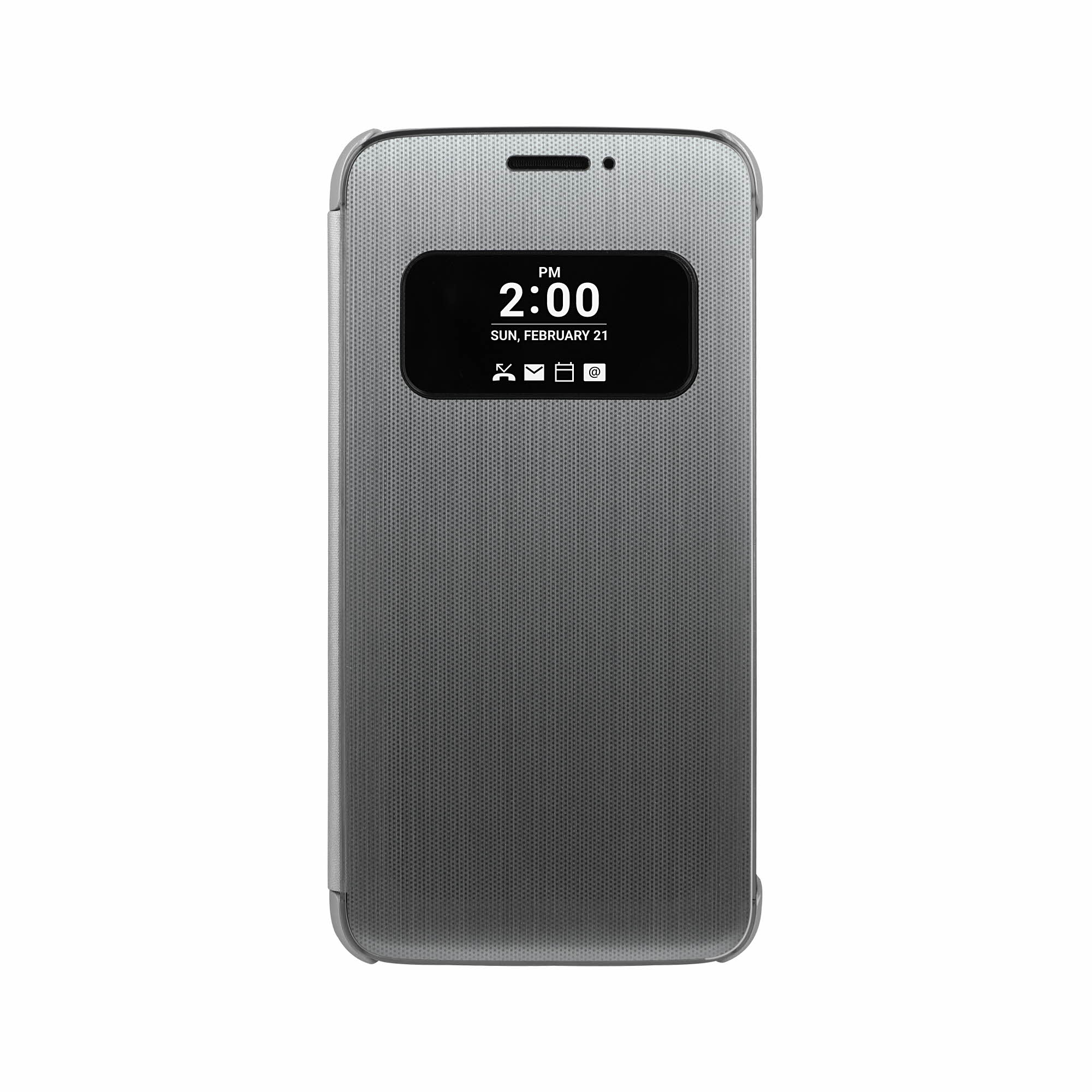
Чохол «Quick Cover»

Аксесуар «Quick Cover» був представлений до презентації самого пристрою; він напівпрозорий і має вікно для постійно увімкненої частини екрана. Сенсорне введення може здійснюватися через кришку та напівпрозорий екран для таких дій, як прийом дзвінків.

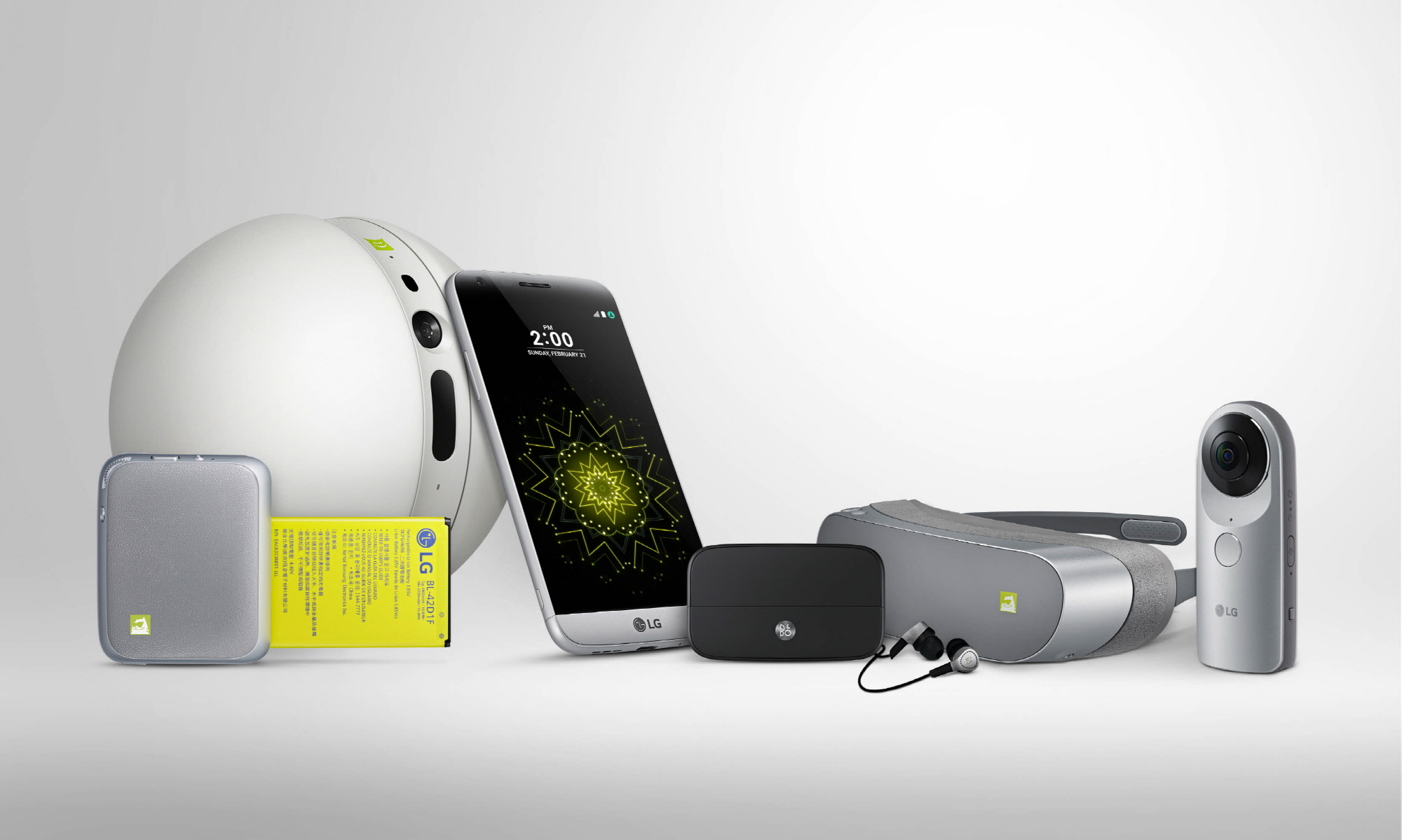
Лінія аксесуарів Friends

Лінія аксесуарів для G5 під назвою «Friends» спочатку була представлена поряд з самим телефоном, включаючи наголовний дисплей, відомий як LG 360 VR (який підключається через порт USB-C пристрою), камера віртуальної реальності LG 360 Cam та LG Rolling Bot; вони зрештою не стали доступними. Усі ці аксесуари керуються за допомогою програми LG Friends Manager на пристрої, яка автоматично з’єднується та синхронізується з цими пристроями. Було представлено два аксесуари, які використовують систему слотів розширення; Аксесуар «LG Cam Plus» додає захоплення на задню частину пристрою, який включає в себе фізичні елементи керування камерою, колесо для масштабування та додатковий акумулятор. Аксесуар «LG Hi-Fi Plus» створений у співпраці з Bang & Olufsen, який додає ЦАП, підсилювач, підтримку Direct Stream Digital аудіо та підвищення дискретизації, а також у комплекті з навушниками B&O Play H3.
LG заявила, що дозволить спільну розробку сторонніх «Friends» інтегрувати з G5, хоча жодного з них не було.

## Критика
Загальний дизайн LG G5 отримав похвалу за перехід на металеву конструкцію. «Next Web» критично ставився до його дизайну, стверджуючи, що задня частина телефону виглядала занадто «нудно», оскільки це був просто заокруглений прямокутник з корпусом камери та кнопкою живлення, які «дивно виступають як бородавка» та видимим швом для підборіддя, і зазначивши, що відсутність вигину та відчуття «порожнистості» зробили дизайн G5 «менш преміальним», ніж у G4. TechRadar також неоднозначно ставився до рішення LG перемістити клавіші гучності назад на рамку, але залишити кнопку живлення на задній панелі як пристрій для зчитування відбитків пальців, зазначивши, що передні та бічні зчитувачі відбитків пальців були легшими у використанні, особливо якщо пристрій лежить рівно. Завдяки використанню системи на чипі Qualcomm Snapdragon 820, характеристики G5 вважалися більш конкурентоспроможними, ніж інші флагмани, на відміну від G4, який використовував модель зі зменшеною кількістю ядер, щоб уникнути проблем з перегрівом Snapdragon 810. Techradar вважав, що продуктивність G5 була на одному рівні з версією Samsung Galaxy S7 на базі Snapdragon 820, що продається в США, і що «у повсякденному використанні, і коли не порівнюється безпосередньо з продуктивністю його конкурентів у лабораторії, він виглядає дуже гладким».
Модульна система аксесуарів отримала неоднозначні відгуки через обмежену кількість модулів, призначених для неї, а також через неможливість гарячої заміни модулів через конструкцію системи, яка вимагає видалення акумулятора. Самі аксесуари також отримали неоднозначні відгуки; Techradar вважав, що Cam Plus і Hi-Fi Plus не виправдовують їхню високу ціну і вплинули на розмір пристрою, але що було «задовільно налаштувати автофокус на половину клавіші затвора» з Cam Plus. Однак The Next Web похвалила дизайн за «вирішення» історичного виключення акумуляторів, які можна замінити користувачем, із металевих телефонів, зазначивши, що «принаймні можливість настроювання є досить приголомшливим, не кажучи вже про заміну батареї після того, як її ємність впаде через деякий час, рік чи два. Це те, на що не може претендувати жоден інший металевий смартфон." Однак металевий корпус не дозволяє бездротової зарядки, яку підтримували попередні телефони серії "G".
Дисплей хвалили за його яскравість, хоча The Next Web вважала, що його колірна температура була надто холодною, створюючи «відволікаючий синьо-зелений відтінок», який посилювався помітним використанням білого в його інтерфейсі користувача . Програмне забезпечення G5 також отримало неоднозначні відгуки, зокрема критику було спрямовано на видалення панелі програм із головного екрана LG за замовчуванням. Always-on display на G5 похвалили за те, що він більш корисний, ніж у Galaxy S7, завдяки підтримці відображення всіх сповіщень, а не лише певних типів. The Next Web скаржився на те, що LG вилучила функцію Dual Window, хоча вважав, що видалення могло бути пов’язано з включенням власної функції подвійного вікна в Android Nougat, і що налаштування LG були «менш корисними, ніж Samsung».

## Проблеми
Проблеми із завантаженням смартфонів LG, які в основному хвилювали лінійку G4, також були присутні в G5, і в позов G4 проти LG було внесено зміни, щоб включити G5, серед інших моделей. Канадська модель не є частиною цього набору, що залишає канадське використання без компенсації за дефектні одиниці.